# ديفيد غالواي (كاتب)
ديفيد غالواي (بالإنجليزية: David Galloway)‏ (5 مايو 1937، ممفيس في الولايات المتحدة)؛ صحفي وروائي أمريكي.